# Валинзу (Л'Аквила)
Валинзу (итал. Vallinsù) је насеље у Италији у округу Л'Аквила, региону Абруцо.
Према процени из 2011. у насељу је живело 54 становника. Насеље се налази на надморској висини од 802 м.